# Долапдере
Долапдере или Хлебаровска река е река в Северна България, област Разград – община Цар Калоян и Област Русе – община Ветово, ляв приток на река Бели Лом, от басейна на Русенски Лом. Дължината ѝ е 22,9 km.
Река Долапдере води началото си от чешма-извор „Башпунар“, на 326 m н.в. в Разградските височини, на 1 km южно от село Езерче, община Цар Калоян. Тече в широка долина на север, а след селото на северозапад. След град Цар Калоян долината ѝ се стеснява и става каньоновидна. Влива се отляво в река Бели Лом, на 102 m н.в., на 1,6 km югоизточно от село Писанец, община Ветово.
Площта на водосборния басейн на Долапдере е 97 km2, което представлява 6,2% от водосборния басейн на река Бели Лом.
Подхранването на Долапдерем е предимно дъждовно-снежно, с ясно изразен пролетен – март-юни максимум и лятно-есенен – юли-октомври минимум. През годините реката неведнъж е причинявала наводнения, най-катастрофалното от които е на 7 юли 2007 г., при което загиват 8 души.
По течението на реката са разположени село Езерче и град Цар Калоян.
Водите на реката се използват основно за напояване, като за тази цел по течението са изградени 7 микроязовира.
На протежение от 16,7 km от село Писанец до село Езерче по долината на реката преминава участък от първокласен път № 2 от Държавната пътна мрежа Русе – Разград – Варна.

## Топографска карта
- Лист от карта K-35-17. Мащаб: 1 : 100 000.